# Ben McLeod Range
Die Ben McLeod Range ist ein Gebirgszug in der Region Canterbury auf der Südinsel von Neuseeland.

## Geographie
Die Ben McLeod Range befindet sich westlich des Rangitata River und nordöstlich der Two Thumb Range. Der rund 20 km lange und in einem Rechtsbogen nach Osten verlaufende Gebirgszug findet nördlich der Sherwood Range seine Fortsetzung und endet im Tal des Rangitata River. Nördlich grenzt die Ebene der Butler Downs mit der nordwestlich liegenden Sinclair Range an. Im Osten folgt die ebenfalls gekrümmte Tara Haoa Range.
Die Gipfel der Ben McLeod Range kommen alle, bis auf den südlichsten Gipfel, der eine Höhe von 2001 m ausweist, nicht über die 2000 m hinaus. Der Namensgeber des Gebirgszug, der Gipfel Ben McLeod, kommt auf eine Höhe von 1926 m. Einzig der Orari River entspringt als nennenswertes Gewässer im Südosten des Gebirges. Kleinere hier entspringende Flüsse wie der Phantom River und der Hewson River tragen ihr Wasser diesem zu.
Administrativ zählt die Ben McLeod Range zum Timaru District.

## Conservation Park
Ein kleiner südwestlicher Teil der Ben McLeod Range zählt zusammen mit dem Bergrücken Walkers Spur und dem Gebiet um die Spurs Hut zum Te Kahui Kaupeka Conservation Park, der vom Department of Conservation verwaltet wird.